# Zalman Nożyk

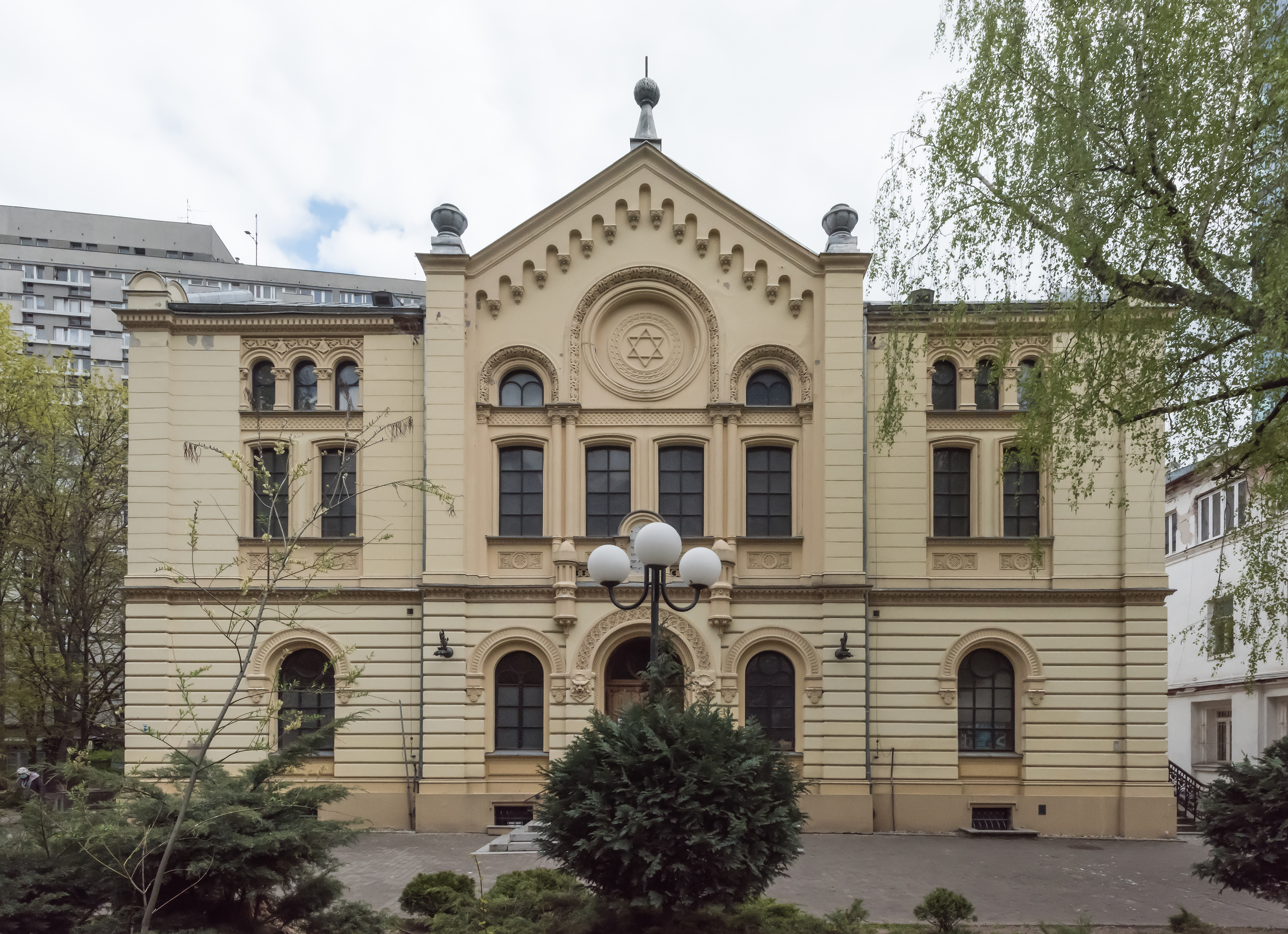
Synagoga Nożyków w Warszawie

Zalman Nożyk (ur. 1846 w Warszawie, zm. w listopadzie 1902 tamże) – warszawski kupiec branży galanteryjnej.
Fundator, wraz z żoną Rywką,  synagogi Nożyków w Warszawie.